# Санкт Јохан (Рајнски Хесен)
Санкт Јохан (њем. Sankt Johann) град је у њемачкој савезној држави Рајна-Палатинат. Једно је од 66 општинских средишта округа Мајнц-Бинген. Према процјени из 2010. у граду је живјело 847 становника. Посједује регионалну шифру (AGS) 7339050.

## Географски и демографски подаци
Санкт Јохан се налази у савезној држави Рајна-Палатинат у округу Мајнц-Бинген. Град се налази на надморској висини од 150 метара. Површина општине износи 5,7 km². У самом граду је, према процјени из 2010. године, живјело 847 становника. Просјечна густина становништва износи 150 становника/km².

## Међународна сарадња
| Мјесто | Држава    | Врста сарадње | Од    |
| ------ | --------- | ------------- | ----- |
| Бриле  | Француска | контакт       | 1995. |
| Извор  |           |               |       |